# ああ結婚 (トーク番組)
『ああ結婚』（ああけっこん）は、1972年11月7日から1973年3月27日まで読売テレビ制作・日本テレビ系列で放送されたトーク番組。全21回。タイガー魔法瓶工業（現：タイガー魔法瓶）の一社提供。

## 概要
生涯でもっとも華やかで、一つのクライマックスともいえる「結婚式」。そこに至るまでのプロセスを三十分にまとめ、男と女の結びつきの不思議さ、おかしさ、素晴らしさを浮き彫りにしようという趣向。
4年強続いた大橋巨泉司会のクイズ路線に代わって開始した番組だったが、5ヶ月で終了した。

## 出演者
- 川崎敬三（司会）
- 堀田牧子（アシスタント）
- 芸能人夫婦

## その他
- 当番組を以て、1967年5月に開始した『カアちゃんがんばれ』以来、6年弱続いた「YTV制作のタイガー魔法瓶一社提供番組」は事実上終結（日本テレビ番組としても）、この後タイガー魔法瓶は次番組『火曜劇場』（NTV制作）のスポンサーに参入する[2]。